# جان وول
جان وول (بالفرنسية: Jean Wall)‏ هو ممثل فرنسي، ولد في 31 ديسمبر 1899 بالدائرة العشرون في باريس في فرنسا، وتوفي في 24 أكتوبر 1959 بباريس في فرنسا.

## وصلات خارجية
- جان وول على موقع IMDb (الإنجليزية)
- جان وول على موقع ألو سيني (الفرنسية)
- جان وول على موقع أول موفي (الإنجليزية)
- جان وول على موقع قاعدة بيانات الأفلام السويدية (السويدية)
- جان وول على موقع قاعدة بيانات الفيلم (الإنجليزية)
- جان وول على موقع كينوبويسك (الروسية)